# IC 2813
IC 2813 ist eine Spiralgalaxie vom Hubble-Typ S im Sternbild Löwe auf der Ekliptik. Sie ist schätzungsweise 491 Millionen Lichtjahre von der Milchstraße entfernt.
Das Objekt wurde am 27. März 1906 vom deutschen Astronomen Max Wolf entdeckt.